# Religion en Corée du Sud
Religion en Corée du Sud (recensement de 2015),
- Irréligion (56,1 %)
- Protestantisme (19,7 %)
- Bouddhisme (15,5 %)
- Catholicisme (7,9 %)
- Autre (0,8 %)

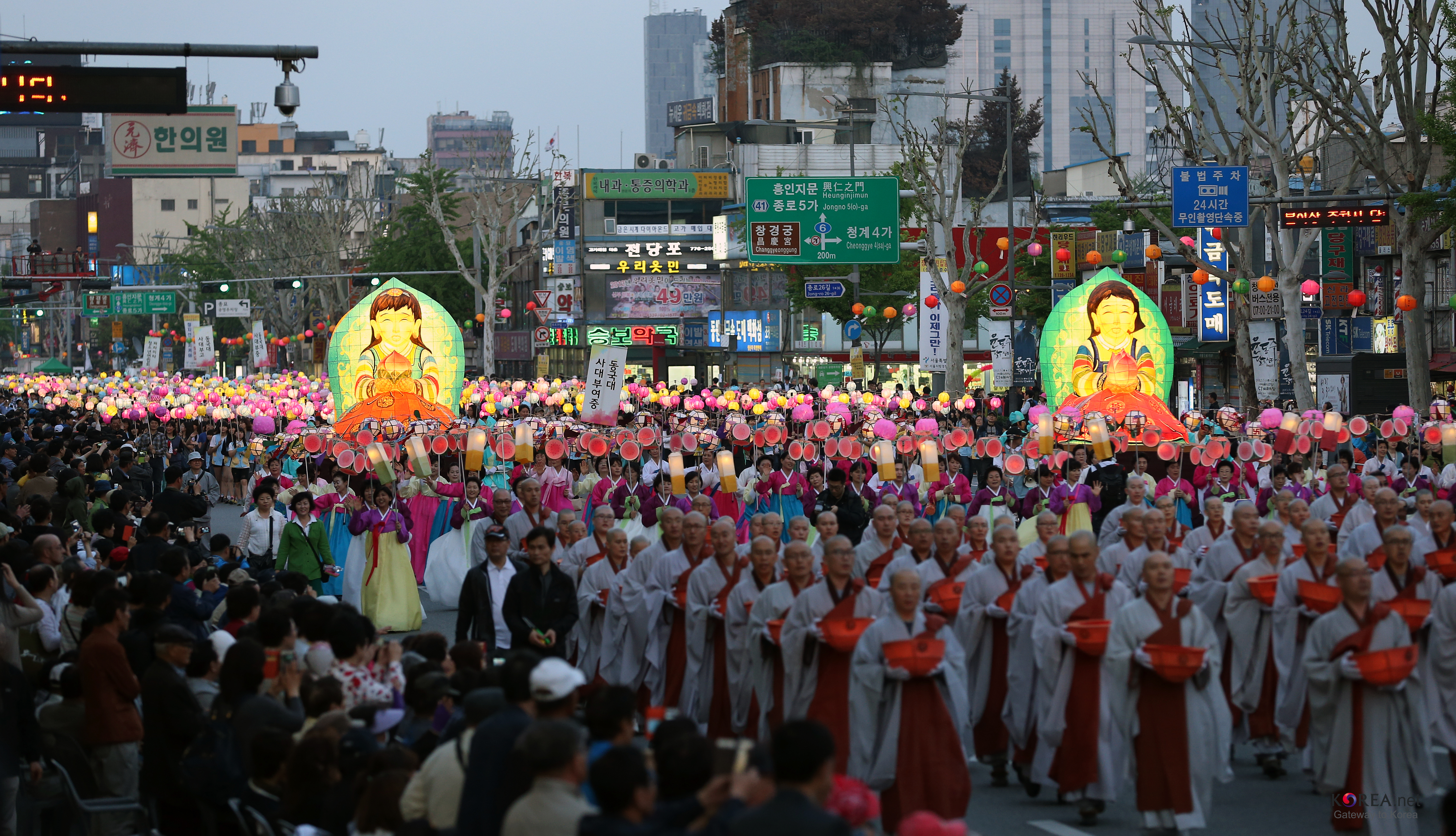
Célébration de l'anniversaire de Bouddha à Séoul.

La religion en Corée du Sud est diversifiée. Une légère majorité de Sud-Coréens n'ont pas de religion.
Parmi les personnes affiliées à une religion organisée, le bouddhisme et le christianisme sont majoritaires. Le bouddhisme et le confucianisme sont les religions les plus influentes dans la vie des Sud-coréens. Le bouddhisme, arrivé en Corée en 372 après J.-C., compte des dizaines de milliers de temples construits à travers le pays.
Selon le Pew Research Center (2010), environ 46 % de la population n'a aucune appartenance religieuse, 23 % sont bouddhistes et 29 % sont chrétiens. Selon le recensement national de 2015, 56,1% des Sud-Coréens sont irréligieux, le protestantisme représente (19,7%) de la population totale, le bouddhisme coréen (15,5%) et le catholicisme (7,9%). Un petit pourcentage de Sud-Coréens (0,8 % au total) sont membres d'autres religions, notamment le bouddhisme Won, le confucianisme, le cheondoïsme, le Daesun Jinrihoe, l'islam, le daejongisme, le jeungsanisme et le christianisme orthodoxe.
Le bouddhisme a été influent voire prédominant dans les temps anciens. Et le christianisme a influencé de larges segments de la population aux XVIIIe et XIXe siècles. Mais le nombre de leurs fidèles n'a augmenté rapidement qu'au milieu du XXe siècle, dans le contexte des profondes transformations traversées par la société sud-coréenne. Ces deux religions ont cependant connu un certain déclin au XXIe siècle. Les religions chamaniques locales demeurent populaires et pourraient représenter une grande partie des personnes non affiliées. En effet, selon un sondage de 2012, seulement 15 % de la population se déclaraient non religieux au sens de « l'athéisme ». Selon le recensement de 2015, la proportion de non-affiliés est plus élevée chez les jeunes, avec environ 69 % chez les personnes âgées de 20 ans.
Au début du XXe siècle, le christianisme avait déjà une présence importante, et la grande majorité de la population pratiquait la religion locale du chamanisme coréen, ou muisme. 
Cette dernière n'a jamais acquis le statut prestigieux de religion nationale comparable à la religion traditionnelle chinoise, à la religion traditionnelle vietnamienne ou au shintoïsme japonais. 
Cette faiblesse du chamanisme coréen est une des raisons qui a permis au christianisme de s'implanter rapidement et de manière durable. 
La population pratiquait aussi des rites influencés par le confucianisme, ainsi que le culte des ancêtres. 
Les philosophies et les religions organisées étaient l'apanage des élites dirigeantes, et le patronage exercé pendant longtemps par l'Empire chinois a amené ces élites à pratiquer une forme particulièrement stricte de confucianisme (c'est-à-dire le confucianisme coréen. 
Le bouddhisme coréen, malgré une riche et ancienne tradition, était virtuellement éteint en tant qu'institution religieuse au début du XXe siècle après cinq cents ans de répression sous la dynastie Joseon. 
Le christianisme est présent dans la péninsule coréenne dès le XVIIIe siècle, quand l'école philosophique Seohak soutenait cette religion.
Avec la chute de la dynastie Joseon dans les dernières décennies du XIXe siècle, les Coréens ont adopté le christianisme en grand nombre, dans la mesure où la monarchie elle-même ainsi que les intellectuels s'inspiraient de modèles occidentaux afin de moderniser le pays, et approuvaient le travail des missionnaires catholiques et protestants. 
Pendant la colonisation japonaise au cours de la première moitié du XXe siècle, entre 1905/1910 et 1945, l'identification entre le christianisme et l'identité nationale coréenne s'est renforcée, dans la mesure où les Japonais se sont efforcés de combiner le chamanisme local avec leur propre shintoïsme d'État.
Avec la partition de la Corée en deux États après 1945, le Nord communiste et le Sud capitaliste, la majorité de la population coréenne chrétienne qui vivait jusque-là dans la partie nord de la péninsule a fui en Corée du Sud. 
Il a été estimé que plus d'un million de chrétiens ont migré vers le Sud. 
Tout au long de la seconde moitié du XXe siècle, l'État sud-coréen a mis en place des mesures visant à marginaliser le chamanisme local, entraînant par là même un renforcement du christianisme et un renouveau du bouddhisme. 
Des chercheurs estiment que les recensements sud-coréens ne prennent pas en compte les adhérents au chamanisme et sous-estiment leur nombre. 
D'après les statistiques de l'ARDA, en 2010, 14,7% des Sud-Coréens pratiquent la religion traditionnelle, 14.2% adhèrent à de nouveaux mouvements religieux, et 10,9% pratiquent le confucianisme.
D'après certains observateurs, le déclin du catholicisme et du bouddhisme remarqué entre les recensements de 2005 et de 2015 peut être attribué à un changement dans la méthodologie de sondage entre les deux recensements. 
Alors que le recensement de 2005 était une analyse de toute la population effectuée grâce à des fiches de renseignement remplies par chaque famille, le recensement de 2015 fut en grande partie mené sur internet et était limité à un échantillon de 20 % de la population sud-coréenne. 
Les résultats du recensement de 2015 ont été critiqués pour avoir pénalisé la population rurale, qui pratique davantage le bouddhisme et le catholicisme et est moins familière avec internet, tout en avantageant la population protestante, qui est davantage urbaine et a plus facilement accès à internet.

## Démographie

### Appartenance religieuse par année (1950-2015)
| Année | bouddhisme  | bouddhisme | catholicisme | catholicisme | protestantisme | protestantisme | Autres religions | Autres religions | Aucune affiliation | Aucune affiliation |
| Année | Pourcentage | Personnes  | Pourcentage  | Personnes    | Pourcentage    | Personnes      | Pourcentage      | Personnes        | Pourcentage        | Personnes          |
| --- | ----------- | ---------- | ------------ | ------------ | -------------- | -------------- | ---------------- | ---------------- | ------------------ | ------------------ |
| 1950 | —           | —          | 1%           | —            | 3%             | —              | —                | —                | —                  | —                  |
| 1960 | 3%          | —          | 2%           | —            | 5%             | —              | —                | —                | —                  | —                  |
| 1970 | 15%         | —          | 3%           | —            | 7%             | —              | —                | —                | —                  | —                  |
| 1985 | 19,2 %      | 8 059 624  | 4,6 %        | 1 865 397    | 16%            | 6 489 282      | 2,1 %            | 788 993          | 57,4 %             | 23 216 356         |
| 1995 | 23,2 %      | 10 321 012 | 6,6 %        | 2 950 730    | 19,7 %         | 8 760 336      | 1,2 %            | 565 746          | 49,3 %             | 21 953 315         |
| 2005 | 22,8 %      | 10 726 463 | 10,9 %       | 5 146 147    | 18,3 %         | 8 616 438      | 1%               | 481 718          | 46,9 %             | 21 865 160         |
| 2015 | 15,5 %      | 7 619 332  | 7,9 %        | 3 890 311    | 19,7 %         | 9 675 761      | 0,8 %            | 368 270          | 56,1 %             | 27 498 715         |
| "-" indique qu'aucune donnée n'est disponible. Les autres religions comprennent le bouddhisme Won, le confucianisme, le cheondoisme, le Daesun Jinrihoe, le Daejongisme et le Jeungsanisme. |             |            |              |              |                |                |                  |                  |                    |                    |

### Appartenance religieuse selon la tranche d'âge (2015)
| Âge | bouddhisme | catholicisme | protestantisme | Autres religions | Aucune affiliation |
| --- | ---------- | ------------ | -------------- | ---------------- | ------------------ |
| 20-29 | 10%        | 7%           | 18%            | 1%               | 65%                |
| 30-39 | 12%        | 8%           | 19%            | 1%               | 62%                |
| 40-49 | 16%        | 7%           | 20%            | 1%               | 57%                |
| 50-59 | 22%        | 9%           | 19%            | 1%               | 49%                |
| 60-69 | 26%        | 10%          | 21%            | 1%               | 42%                |
| 70-79 | 27%        | 10%          | 21%            | 1%               | 41%                |
| 80-85 | 24%        | 10%          | 22%            | 2%               | 42%                |
| au-dessus de 85 | 21%        | 11%          | 23%            | 2%               | 43%                |
| Les autres religions comprennent le bouddhisme Won, le confucianisme, le cheondoisme, le Daesun Jinrihoe, le Daejongisme et le Jeungsanisme. |            |              |                |                  |                    |

### Appartenance religieuse selon le sexe (2015)
| Sexe | bouddhisme | catholicisme | protestantisme | Autres religions | Aucune affiliation |
| --- | ---------- | ------------ | -------------- | ---------------- | ------------------ |
| Homme | 14%        | 7%           | 18%            | 1%               | 61%                |
| Femme | 17%        | 9%           | 22%            | 1%               | 52%                |
| Les autres religions comprennent le bouddhisme Won, le confucianisme, le cheondoisme, le Daesun Jinrihoe, le Daejongisme et le Jeungsanisme. |            |              |                |                  |                    |

## Histoire

### Avant 1945
Avant l'arrivée du bouddhisme, l'ensemble des Coréens pratiquait leur religion locale sous l'égide des mu (les shamans). Le bouddhisme fut introduit en Corée par l'intermédiaire de l'État chinois du Qin antérieur en 372 dans le royaume de Koguryo, avant de développer des formes typiquement coréennes. La péninsule était alors divisée en trois royaume : Koguryo au Nord, Baekje au Sud-Ouest et Silla au Sud-Est. Le bouddhisme ne s'est répandu à Silla qu'au Ve siècle, mais est devenu religion d'État du royaume en 552. Le bouddhisme est devenu très populaire à Silla et même à Baekje (dont le territoire fait maintenant partie de la Corée du Sud contemporaine), alors qu'à Koguryo la religion indigène demeure dominante. Au sein du royaume de Goryeo (918–1392), qui unifie la péninsule, le bouddhisme s'épanouit et devient même une force politique.
Pendant la période Joseon (1392-1910), l'État a adopté une version particulièrement stricte du néoconfucianisme (c'est-à-dire le confucianisme coréen) et a mené une politique de répression du bouddhisme coréen, et du chamanisme coréen. Les monastères bouddhistes furent détruits et leur nombre passa de plusieurs centaines à seulement trente-six. Le bouddhisme fut éradiqué des villes car les moines et les nonnes n'avaient pas le droit d'y entrer et étaient relégués dans les montagnes. Ces restrictions ont duré jusqu'au XIXe siècle.
À la fin du XIXe siècle, l'État de Joseon connaissait une situation d'effondrement politique et culturel. Les intellectuels cherchaient des solutions afin de renforcer et de transformer la nation. C'est durant cette période critique qu'ils sont entrés en contact avec des missionnaires chrétiens occidentaux qui ont offert une solution aux difficultés des Coréens. Des communautés chrétiennes existaient déjà en Corée depuis le XIXe siècle, mais ce n'est qu'à partir des années 1880 que le gouvernement a autorisé un grand nombre de missionnaires occidentaux à entrer dans le pays. Les missionnaires chrétiens ont alors mis en place des écoles, des hôpitaux ainsi que des maisons d'édition. La famille royale soutenait le christianisme.
Les liens entre le christianisme et le nationalisme coréen se sont renforcés lors de la colonisation japonaise (1910-1945), dans la mesure où les Japonais ont essayé d'imposer en Corée leur shintoïsme d'État en y intégrant des éléments du chamanisme coréen, et que les chrétiens refusaient de participer aux rituels shintos. Dans le même temps, de nombreux mouvements religieux qui tentaient de réformer le chamanisme coréen depuis le XIXe siècle fleurissaient, notamment le cheondoïsme.

### 1945–2015

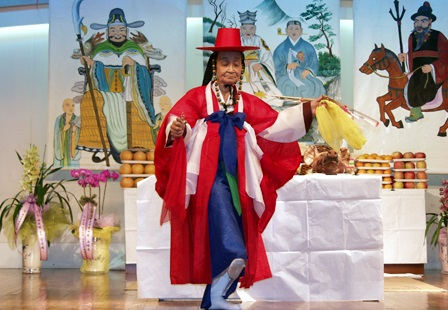
Un mudang pratiquant le kut pour apaiser les esprits en colère des morts.

Avec la partition de la Corée en deux États en 1945, le nord communiste et le sud anticommuniste, la majorité de la population chrétienne coréenne qui se trouvait jusque-là dans la moitié nord de la péninsule s'enfuit en Corée du Sud. Plus d'un million de chrétiens se sont installés au sud. Les chendoïstes, qui étaient concentrés dans le nord comme les chrétiens, y sont restés après la partition et la Corée du Sud ne compte aujourd'hui plus que quelques milliers de chendoïstes.
Le "mouvement pour renverser la superstition" promu par les gouvernements de Corée du Sud dans les années 1970 et 1980 a interdit les cultes locaux et anéanti presque tous les sanctuaires traditionnels (sadang 사당) dédiés au culte des ancêtres. Ce mouvement fut particulièrement rude sous le règne du bouddhiste Park Chung-hee. Dans le contexte des transformations sociales rapides de la période, ces mesures ont favorisé un accroissement rapide du bouddhisme, dans la mesure où il se mélangeait de manière traditionnelle à la religion populaire et permettait aux adhérents de celle-ci d'exercer leurs pratiques religieuses dans le cadre d'une religion officiellement acceptée. Un accroissement du nombre d'adhérents à une des Églises chrétiennes a aussi eu lieu durant cette période, dans le cadre d'une tendance plus générale au fait de s'identifier officiellement comme membre d'une religion organisée.
Le nombre de temples bouddhistes est passé de 2 306 à 11 561 entre 1962 et 1997, les églises protestantes sont passées de 6 785 en 1962 à 58 046 en 1997, l'Église catholique est passée de 313 églises en 1965 à 1 366 églises en 2005, le bouddhisme Won avait quant à lui 131 temples en 1969 et 418 en 1997. De la même manière, le nombre de temples Daesoon Jinrihoe est passé de 700 en 1983 à 1 600 en 1994. Les statistiques des recensements montrent que la proportion de Sud-Coréens s'identifiant comme bouddhiste est passée de 2,6% en 1962 à 22,8% en 2005 la proportion de chrétiens étant quant à elle passée de 5% en 1962 à 29.2% en 2005. Cependant, ces deux religions ont connu un déclin entre 2005 et 2015, le bouddhisme chutant à 15,5% de la population, et le christianisme à 27,6% de la population.

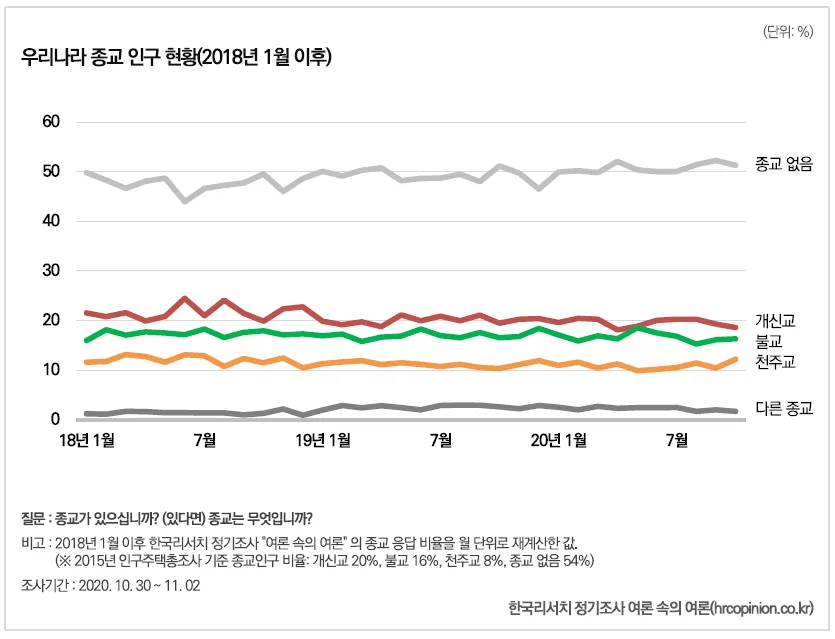
Étude réalisée par un journal de recherche sud-coréen révélant l'évolution de la démographie religieuse de 2018 à 2020.

### Après 2015
En réponse aux changements démographiques et religieux rapides survenant en Corée du Sud, la revue coréenne 여론 속의 여론 (Yeo- Lone SUO-k ue yeo-leon) a effectué une étude démographique dont les résultats s'écartent des opinions traditionnelles de la culture sud-coréenne. Aujourd'hui en Corée du Sud, 52% de la population est athée ou non-religieuse. Parmi l'autre moitié de la population qui est religieuse on trouve : 18% de protestants, 16% de bouddhistes, 13% de catholiques, et 1% appartenant à d'autres religions. L'augmentation de l'athéisme est une nouveauté pour la culture sud-coréenne traditionnellement religieuse.
Cette étude a découvert que le changement dans la démographie religieuse de la Corée du Sud découlait de la jeunesse. La population plus jeune de la Corée du Sud a tendance à avoir un pourcentage plus élevé d'athées, tandis que la population plus âgée est restée relativement religieuse. L'étude indique que 33% des Coréens âgés d'environ 20 ans sont croyants, tandis que plus de 61% des personnes âgées de 60 ans le sont. L'étude révèle aussi que la répartition démographique entre croyants et non-croyants est affectée par de nombreuses autres variables. Par exemple, la religion spécifique et l'âge auquel la religion a été présentée à l'individu peuvent avoir des effets sur la probabilité qu'un individu reste religieux tout au long de sa vie. Dans l'ensemble, il semble y avoir un écart important entre ceux qui ont été initiés à la religion avant l'école primaire et ceux qui ont été initiés après la cinquantaine. Sur 101 personnes interrogées, 29 ont été initiées à la religion avant l'école élémentaire, 18 pendant l'élémentaire, 9 dans leur quarantaine et 7 dans leur cinquantaine. Alors que le catholicisme et le protestantisme maintenaient un écart-type similaire, les croyants du bouddhisme semblaient commencer autour de la trentaine. La jeune génération de Corée du Sud restant de plus en plus non religieuse et la Corée du Sud étant traditionnellement une nation religieuse, l'évolution de la démographie religieuse de la Corée du Sud aura de nombreuses conséquences sur la culture, la politique et le mode de vie du pays.

### Attaques protestantes contre les religions traditionnelles
Depuis les années 1980 des actes d'hostilité ont été commis par des protestants contre des bouddhistes et des adeptes des religions traditionnelles. On compte parmi ces actes des incendies criminels de temples, la décapitation de statues de Bouddha et de bodhisattvas, ainsi que des croix chrétiennes peintes en rouge sur des statues ou d'autres propriétés bouddhistes ou d'autres religions. Certains de ces actes ont même été soutenus par des pasteurs.

## Religions dominantes

### Bouddhisme

L'Expansion du bouddhisme en Asie : Le bouddhisme Mahayana est entré pour la première fois dans l'Empire chinois (dynastie Han) par la route de la soie pendant l'ère Koushan. Les "routes de la soie" terrestres et maritimes étaient interconnectées et complémentaires, formant ce que les chercheurs ont appelé le "grand cercle du bouddhisme".

| - Un bâtiment du temple de Samgwangsa, construit en 1969, Busan. - Autel à un bhodisattva au temple de Gaemsa, comté de Buan. - Pagode en pierre à trois étages du temple de Bunhwangsa à Gyeongju, province du Gyeongsang du Nord. |

#### Arrivée et expansion depuis leIVesiècle
Le bouddhisme a été introduit en Corée depuis la Chine durant la période des trois Royaumes en 372. Le bouddhisme fut la religion dominante pendant la période de coexistence du royaume de SiIla unifié et du royaume de Balhae (698-926) puis du royaume de Goryeo (918–1392). Le confucianisme fut aussi introduit en Corée depuis la Chine durant les premiers siècles, et pris la forme du Confucianisme coréen sous le royaume de Goryeo. Cependant, ce n'est que durant la période Joseon (1392-1910) que le confucianisme coréen fut établi comme religion et idéologie d’État, et que le bouddhisme coréen connu 500 ans de répression. Aujourd'hui en Corée du Sud le bouddhisme est le plus répandu dans l'Est du pays, en particulier dans les régions de Yeongnam et de Gangwon, ainsi qu'à Jeju.[réf. nécessaire]

#### Obédiences

##### Zen coréen ou Bouddhisme Son
Il existe plusieurs écoles au sein du bouddhisme coréen, notamment le Son (zen coréen). Le Son est représenté par les ordres Jogye et Taego. La grande majorité des bouddhistes de Corée du Sud appartiennent à l’ordre Jogye. Le siège de l'ordre se trouve au temple Jogyesa à Séoul. Les membres monastiques de l'ordre de Jogye doivent rester célibataires. Les prêtres de l'ordre Taego peuvent en revanche se marier.[réf. nécessaire]

##### Bouddhisme Jingak et Cheontae
L'ordre Jingak est une forme ésotérique moderne du bouddhisme Vajrayana, qui permet également à ses prêtres de se marier. Le Cheontae est une renaissance moderne de la lignée Tiantai en Corée, axée sur le Sutra du Lotus. Les ordres Cheontae exigent que leurs moines soient célibataires.

##### Bouddhisme won
Le bouddhisme Won est un bouddhisme réformé moderne qui cherche à rendre l'illumination possible pour tous et applicable à la vie normale. Les écritures et les pratiques sont simplifiées afin que n'importe qui, quelle que soit sa richesse, sa profession ou ses autres conditions de vie, puisse les comprendre.
| École                          | Temples   |
| Ordre Jogye (조계종/曹溪宗)    | 735 (81%) |
| Ordre Cheontae (천태종/天台宗) | 144 (16%) |
| Ordre Taego (태고종/太古宗)    | 102 (11%) |
| Ordre Beobhwa (법화종/法華宗)  | 22 (2%)   |
| Seonhag-won (선학원/禪學院)    | 16 (2%)   |
| Ordre Wonhyo (원효종/元曉宗)   | 5 (1 %)   |
| Autre                          | 27 (3%)   |

#### L'influence syncrétique du bouddhisme sur la culture coréenne
D'après une enquête du gouvernement de 2005, un quart des Sud-Coréens pratiquent le bouddhisme. Toutefois, le nombre de bouddhistes en Corée du Sud est ambigu dans la mesure où il n'y a pas de critères exclusifs permettant d'identifier les bouddhistes, contrairement à la population chrétienne. À cause de l'intégration du bouddhisme au sein de la culture traditionnelle coréenne, il est aujourd'hui davantage considéré comme une philosophie et un environnement culturel que comme une religion à proprement parler. Par conséquent, de nombreuses personnes non pratiquantes sont très influencés par ces traditions. Ainsi, si l'on prend compte les pratiquants laïques ainsi que les personnes influencées par le bouddhisme tout en suivant d'autres religions, le nombre de bouddhistes en Corée du Sud est beaucoup plus élevé. De la même manière, en Corée du Nord, État officiellement athée, bien que les bouddhistes ne représentent officiellement que 4,5% de la population, une partie bien plus importante de celle-ci (plus de 90%) est influencée par les philosophies et les traditions bouddhistes.

### Christianisme
| - Église catholique Jeondong à Jeonju, province de Jeolla du Nord. - Église orthodoxe Saint Dionysios à Ulsan. - Église presbytérienne Jeil à Suwon, province de Gyeonggi |

#### Arrivée à la fin duXVIIIesiècle
Des missionnaires catholiques étrangers n'arrivèrent en Corée qu'en 1794, une décennie après le retour de Yi Sung-hun, un diplomate qui fut le premier Coréen baptisé à Pékin. Il a établi en Corée un mouvement catholique laïque au niveau local. Cependant, les écrits du missionnaire jésuite Matteo Ricci, qui résidait à la cour impériale de Pékin, avaient déjà été apportés en Corée depuis la Chine au XVIIe siècle. Les érudits du mouvement de réforme confucianiste Silhak  étaient attirés par les doctrines catholiques, et jouèrent un rôle clé dans la propagation de la foi catholique dans les années 1790.

#### Confessions
Le christianisme (그리스도교/----敎Geurisdogyo ou 기독교/基督敎Gidoggyo, signifiant tous deux religion du Christ) en Corée du Sud est dominé par quatre courants : le catholicisme (천주교/天主敎 prononcé Cheonjugyo), le presbytérianisme (장로교 prononcé Jangnogyo), le méthodisme (감리교 prononcé Gamnigyo) et le baptisme (침례교 prononcé Chimnyegyo). L'Église évangélique de Yoido est la plus grande église pentecôtiste du pays. Certaines Églises non confessionnelles existent également. Selon le recensement de 2015, les protestants et les catholiques étaient respectivement au nombre de 9,6 millions et 3,8 millions. Il existe également de petites communautés orthodoxes orientales.

##### Protestantisme
Des missionnaires protestants sont arrivés en Corée dans les années 1880 et, en même temps que des prêtres catholiques, ont converti un grand nombre de Coréens. Ils bénéficiaient du soutien de la monarchie qui voyait d'un bon œil les forces contribuant à l'occidentalisation du pays dans un moment de grave crise interne, due à la disparition progressive du patronage pluricentenaire d'une Chine affaiblie. L'absence d'un système religieux national comme on en trouvait en Chine ou au Japon (Le chamanisme coréen n'a jamais atteint un tel statut de prestige institutionnel et civique) a laissé le champ libre aux Églises chrétiennes. Les missionnaires méthodistes et presbytériens en particulier ont eu beaucoup de succès. Ils ont mis en place des écoles, des universités, des hôpitaux et des orphelinats qui un joué un rôle important dans la modernisation du pays.

##### Catholicisme
L’introduction du christianisme et des idées occidentales en Corée est connus sous le nom de Seohak ("enseignements occidentaux"). Une étude de 1801 montre que plus de la moitié des familles s'étant converties au catholicisme étaient liés à l'école Seohak. Le gouvernement Joseon a interdit le prosélytisme chrétien, en grande partie parce que les convertis refusaient d'effectuer les rites ancestraux confucéens. Certains catholiques ont été exécutés au début du XIXe siècle, mais la loi n'était pas strictement appliquée. Un grand nombre de chrétiens vivait dans la partie nord de la péninsule (elle était incluse dans le « réveil en Mandchourie ») où l'influence confucéenne n'était pas aussi forte qu'au sud. Avant 1948 Pyongyang était un important centre chrétien: un sixième de sa population de 300 000 étaient des convertis. On estime qu'à la suite de la mise en place du régime communiste au nord plus d'un million de chrétiens se sont réinstallés en Corée du Sud afin d'échapper aux persécutions due aux politiques anti-chrétiennes de la Corée du Nord. Le catholicisme en Corée a connu une augmentation significative durant les années 1970 et 1980.

##### Orthodoxie
Des missionnaires orthodoxes sont arrivés en Corée depuis la Russie en 1900. En 1903 fut établie la première église orthodoxe en Corée. Cependant, la guerre russo-japonaise de 1904 ainsi que la révolution russe de 1917 ont mis un terme aux activités de missionnariat. Les quelques fidèles orthodoxes en Corée couraient un risque d'annihilation après l'enlèvement par l'armée du Nord du seul prêtre orthodoxe de Corée, le frère Alexi Kim, au début de la guerre de Corée en 1950, et après la destruction de l'église Saint-Nicholas au cours du bombardement de Séoul de 1951. En 1955, les orthodoxes de Corée ont écrit une lettre au Saint Synode du patriarcat œcuménique, faisant la requête de devenir sujet de la juridiction du patriarcat œcuménique. Leur demande fut accordée, et le développement de l’Église en Corée s'est accéléré. Aujourd'hui, les quelque 5000 fidèles orthodoxes de Corée demeurent sous l'égide du patriarcat œcuménique de Constantinople, dont le Saint Synode a accordé en 2004 le statut de "Métropole"  à l’Église orthodoxe en Corée. L’Église copte orthodoxe fut pour la première fois établie à Séoul en 2013 pour les coptes égyptiens et les Éthiopiens vivant en Corée du Sud.

##### Autres
L'Église de Jésus-Christ des Saints des Derniers Jours en Corée du Sud, c'est-à-dire une Église mormone, a été créée après le baptême de Kim Ho Jik en 1951. Elle comptait en 2012 81 628 membres avec un temple à Séoul, quatre missions mormones (Séoul, Daejeon, Busan et Séoul Sud), 128 congrégations et vingt-quatre centres d'histoire familiale.
L'Église de l'Unification de Sun Myung Moon, connue également sous le nom de secte Moon, est un nouveau mouvement religieux fondé en Corée du Sud en 1954 par Sun Myung Moon, qui a financé de nombreuses organisations et entreprises dans les médias, l'éducation, la politique et l'activisme social. En 2003, les membres de l'Église de l'Unification ont créé un parti politique nommé "Le Parti pour Dieu, la paix, l'unification et le foyer".
Il existe en Corée du Sud d'autres nouveaux mouvements religieux issus du christianisme comme la  World Mission Society Church of God et l'Autel de la Victoire.

#### Causes de la croissance du christianisme
Parmi les facteurs contribuant à la croissance du catholicisme et du protestantisme on compte le déclin du bouddhisme coréen, le soutien des élites intellectuelles, l'incitation à l'entraide et à l'autonomie parmi les membres des différentes Églises en Corée, ainsi que l'identification entre le christianisme et l'identité nationale coréenne. Le christianisme en Corée a connu une croissance significative durant les années 1970 et 1980. Cette croissance s'est ralentie au cours des années 1990 et 2000. Le christianisme est particulièrement dominant dans l'ouest du pays, y compris à Seoul et Incheon,ainsi que dans les régions de Gyeonggi et de Honam.

#### Opposition aux traditions syncrétiques
Les fondamentalistes chrétiens continuent de s'opposer aux aspects syncrétiques de la culture coréenne, notamment aux traditions confucéennes et aux rites ancestraux qui sont pratiqués par des personnes non-religieuses ou pratiquant d'autres religions,,,,. Par conséquent, de nombreux chrétiens coréens, en particulier des protestants, ont abandonné ces traditions. Les protestants en Corée se sont par le passé attaqués au bouddhisme et à d'autre religions traditionnellement présentes en Corée par des incendies criminels et du vandalisme de temples et de statues.
Depuis la levée par le Pape de l'interdiction des traditions syncrétiques en 1939 de nombreux catholiques coréens pratiquent le jesa (les rites ancestraux). Cette tradition coréenne est très différente du culte des ancêtres religieux et institutionnel que l'on trouve en Chine et au Japon et peut être facilement intégré au catholicisme. Les protestants ont cependant complètement abandonné cette pratique.

## Religions autochtones

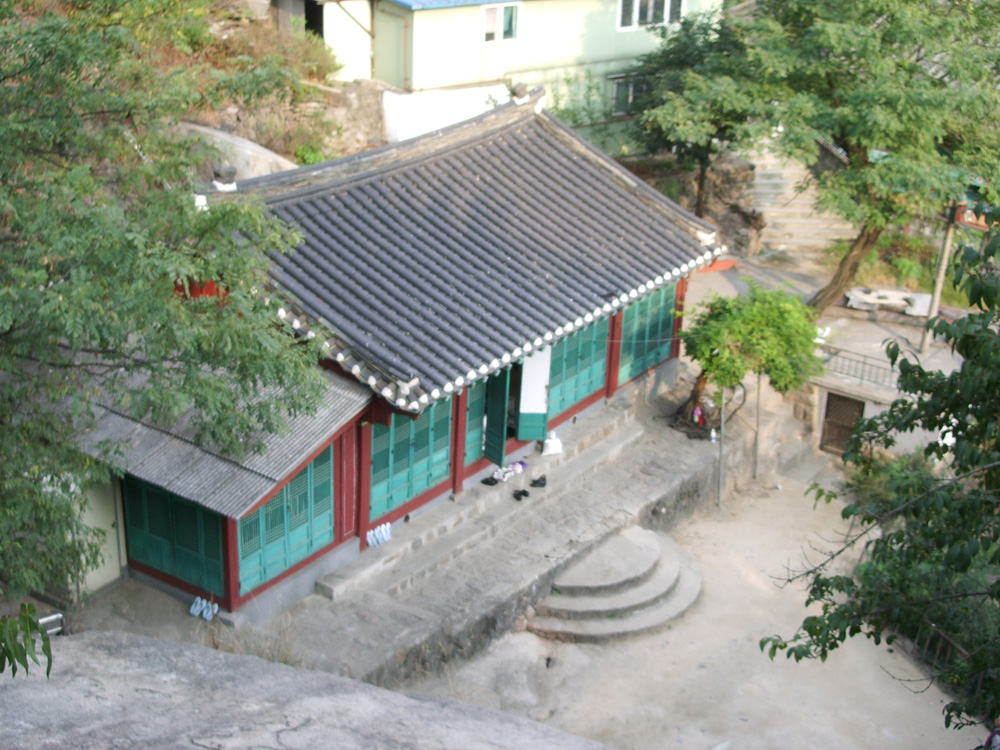
Sanctuaire chamanique à Inwangsan

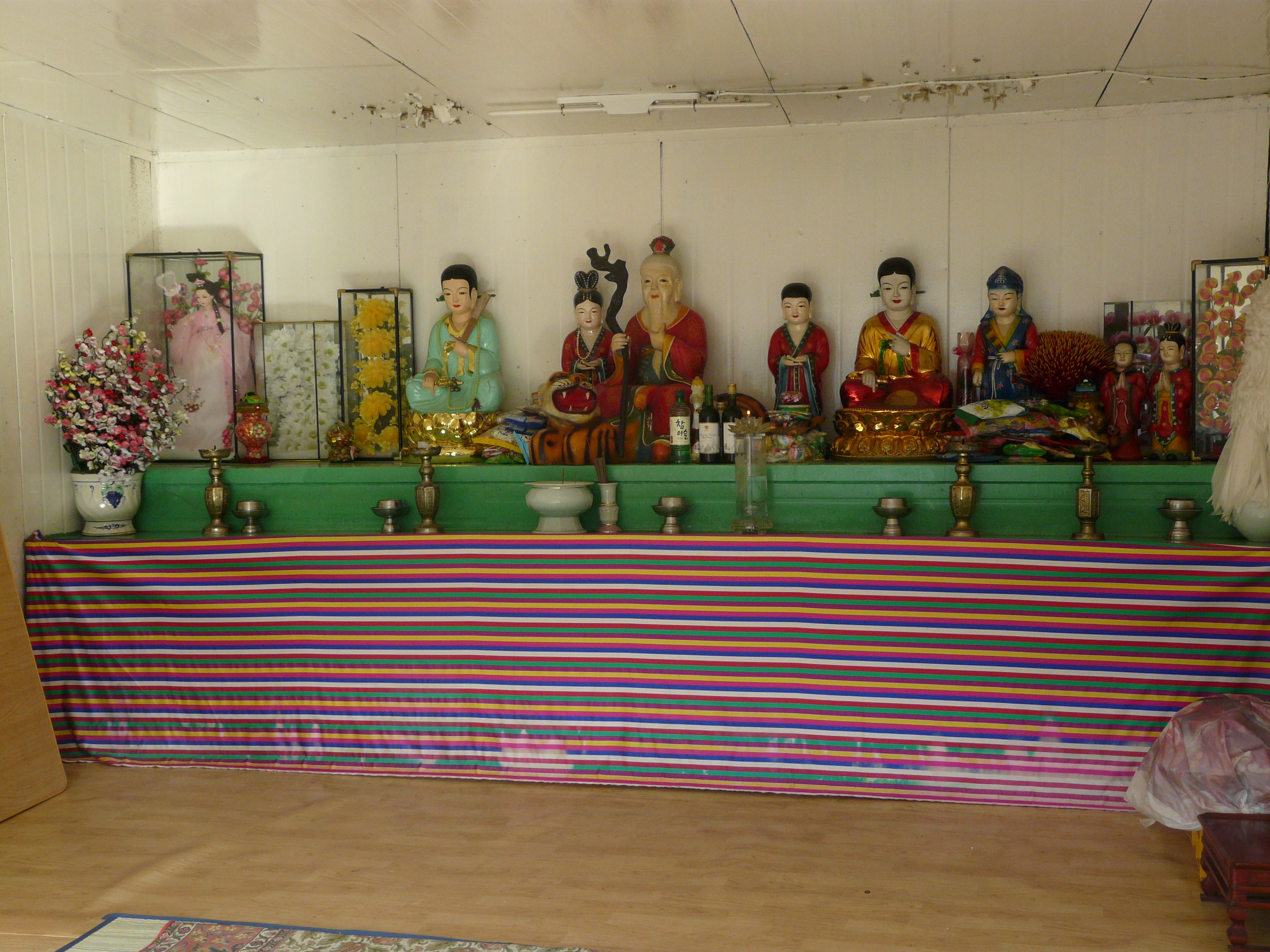
Autel d'un sanctuaire chamanique, Asan

### Chamanisme coréen
Le chamanisme coréen, également connu sous le nom de "muisme" (무교 Mugyo, "religion des mu (chamanes)") et "sindo" (신도) ou "sinisme" (신교 Singyo "Voie des dieux"), est une religion native de Corée. Bien qu'utilisés comme synonymes, les deux termes ne sont pas identiques: Jung Young Lee décrit le Muisme comme une forme de Sindo - la tradition chamanique au sein de la religion. Bien qu'apparenté au shintoïsme japonais, contrairement à lui et aux systèmes religieux traditionnels chinois, le chamanisme coréen n'est jamais devenu une culture religieuse nationale..
| - Sanctuaire Chaekbawi à Mungyeng Saejae - Pavillons du Samseonggung, sanctuaire dédié à Hwanin, Hwanung et Dangun |

Dans la terminologie contemporaine le chamane ou mu (hanja: 巫) est qualifié de mudang (Hangul: 무당 hanja: 巫堂) s'il s'agit d'une femme et de baksu s'il s'agit d'un homme, bien que d'autres noms puissent être utilisés. Le terme coréen "mu" est synonyme du chinois wu, qui désigne les prêtres, hommes ou femmes. Le rôle de la mudang est d'être un intermédiaire entre les esprits ou les divinités et le monde des humains, grâce aux gut (rituels), dans l’objectif de résoudre des problèmes dans le développement de la vie humaine.
Les interactions avec Haneullim ou Hwanin, signifiant "la source de tout ce qui est", et qui est parmi tous les dieux de la nature le plus haut dieu et l'esprit suprême, est centrale. La mythologie décrit les mu comme des descendants du "Roi Céleste", fils de la "Sainte Mère [du Roi Céleste], l'investiture étant souvent transmise le long d'une lignée féminine et princière. Cependant, certains mythes font remonter l'héritage de la foi traditionnelle à Dangun, fils du Roi Céleste et père de la nation coréenne.
Outre le shinto japonais, le chamanisme coréen présente des similarités avec le chamanisme chinois ou wuisme, et s'apparente aux traditions religieuses sibériennes, mongoles et mandchoues. Certaines études font remonter le dieu ancestral coréen Dangun à "l'éternel ciel bleu" ouralo-altaïque Tengri,. Dans les dialectes de certaines provinces de Corée, le chaman est appelé dangul dangul-ari La mudang est similaire à la miko japonaise et à la yuta des îles Ryūkyū. Le chamanisme coréen a exercé une influence sur certaines nouvelles religions coréennes, telles que le cheondoïsme et le jeungsanisme. D'après certains travaux de sociologie, le christianisme tel qu'il existe en Corée doit la majeure partie de son succès au chamanisme coréen, celui-ci ayant créé un état d'esprit favorable à l'enracinement de la religion.
Les missionnaires protestants ont gagné une influence importante dans les années 1890 et se sont alors adonnés à une campagne de diabolisation des religions autochtones dans la presse, et ont même mené des campagnes de répression physique des cultes locaux. Le discours protestant a eu une influence sur toutes les tentatives ultérieures de déraciner la religion autochtone. Dans les années 1970 et 1980, le "mouvement pour détruire le Sindo" a détruit un grand nombre de temples et de sanctuaires du chamanisme coréen, en particulier durant le régime du président Park Chung-hee,. Le chamanisme coréen connait une certaine renaissance de nos jours.

### Cheondoïsme
Le cheondoïsme (천도교 Cheondogyo) est un mouvement religieux d'inspiration confucéenne et dérivé du chamanisme coréen. Il s'agit du volet religieux du mouvement Donghak ("enseignements orientaux") fondé par Choe Je-u (1824–1864) en 1860 en réaction à la montée des "religions étrangères", ce qui inclut selon lui le bouddhisme et le christianisme. Choe Je-u affirmait avoir fondé le cheondoïsme après avoir été soigné d'une maladie par Haneullim, le Seigneur des Cieux dans le chamanisme traditionnel.
Le mouvement Donghak est devenu si influent parmi la population qu'en 1864, le gouvernement Joseon a condamné Choe Je-u à mort. Le mouvement continue de grandir et en 1894 ses membres initient la révolution paysanne de Donghak contre le gouvernement royal. À la suite de la partition de la Corée en 1945, la majorité des fidèle est restée dans le nord, où la plupart d'entre eux habitaient. Seuls quelques milliers d'adeptes du cheondoïsme vivent aujourd'hui en Corée du Sud.
L'importance sociale et historique du mouvement Donghak et du cheondoïsme tend à être ignorée en Corée du Sud, au contraire de la Corée du Nord où le Cheondoïsme est condiéré de manière positive comme un mouvement populaire (minjung).

### Autres groupes
Outre le cheondoïsme, d'autres groupes basés sur la religion autochtone furent fondés entre la fin du XIXe siècle et les premières décennies du XXe siècle. Ces groupes incluent le Daejongisme (대종교 Daejonggyo), qui vénère Dangun, le fondateur légendaire de Gojoseon, considéré comme le premier royaume proto-coréen, ainsi qu'un groupe minoritaire du cheondoïsme: le suwunisme.[réf. nécessaire]
Le jeungsanisme (증산교 Jeungsangyo) désigne une famille de religions fondées au début du XXe siècle qui met l'accent sur les pratiques magiques et les enseignements millénaristes de Kang Jeungsan (Gang Il-Sun). Il existe plus d'une centaine de "religions jeugnan", notamment le bocheonisme, aujourd'hui disparu. Le plus grand en Corée est actuellement le Daesun Jinrihoe (대순진리회), alors que le jeungsando (증산도) est le plus actif à l'étranger.
On compte aussi un petit nombre de groupes religieux apparus autour de Gyeryongsan ("la montagne du Dragon-Coq", un des sites les plus sacrés de Corée) dans la province de Chungcheong du Sud, supposée être le futur site de la fondation d'une nouvelle dynastie dont l'avènement a fait l'objet d'une prophétie au XVIIIe siècle (ou avant). Le tenrikyō  japonais (천리교 Cheonligyo) revendique aussi plusieurs milliers de croyants en Corée du Sud.
Selon Andrew Eungi Kim, il y a eu une montée de nouveaux mouvements religieux à la fin des années 1900, qui représentent environ 10 % de toutes les Églises en Corée du Sud. Selon Kim, c'est le résultat des invasions étrangères, ainsi que de points de vue contradictoires sur les questions sociales et politiques. Beaucoup de nouveaux mouvements religieux ont un caractère syncrétique.

## Autres religions
| - Sanctuaire d'une école confucéenne à Gangneug. - Chisan Seowon, une école privée confucéenne (seowon) de l'ère Joseon. - Rituel dans un temple confucéen, avant 1945. |

### Bahaïsme
La foi bahá'íe a été introduite pour la première fois en Corée par une Américaine nommée Agnes Alexander.

### Confucianisme
Seul un petit nombre de Sud-Coréens se considère comme adhérent au confucianisme (유교 Yugyo). Les intellectuels coréens ont historiquement développé un confucianisme coréen particulier. Cependant, avec la fin du royaume de Joseon et la disparition progressive de l'influence chinoise aux XIXe et XXe siècles, le confucianisme fut abandonné. L'influence de l’éthique confucéenne reste forte sur l'ensemble des pratiques religieuses, et sur la culture coréenne en général. Des rites confucéens sont toujours pratiqués à certaines périodes de l'année. Les plus importants de ces rites annuels se tiennent au sanctuaire de Confucius à Séoul. D'autres rites, par exemple ceux pratiqués en l'honneur des fondateurs de clan, se tiennent dans d'autres sanctuaires répartis dans tout le pays,.

### Hindouisme
L'hindouisme (힌두교 Hindugyo) est pratiqué au sein de la petite communauté de migrants indiens, népalais et balinais de Corée du Sud. Cependant, les traditions hindoues telles que le yoga et le Védanta ont suscité l'intérêt des jeunes Sud-Coréens. Les temples hindous en Corée du Sud comprennent le Sri Radha Shyamasundar Mandir dans le centre de Séoul, le temple Sri Lakshmi Narayanan dans la métropole de Séoul, à Séoul et le temple Sri Sri Radha Krishna à Uijeongbu 20 km à la périphérie de Séoul.[réf. nécessaire]

### Islam
L'islam (이슬람교 Iseullamgyo) en Corée du Sud est représenté par une communauté d'environ 40 000 musulmans, principalement composée de personnes converties pendant la guerre de Corée et de leurs descendants, sans compter les travailleurs immigrés d'Asie du Sud et du Sud-Est. La plus grande mosquée est la mosquée centrale de Séoul dans le quartier Itaewon de Séoul. Des mosquées plus petites peuvent être trouvées dans la plupart des grandes villes du pays.[réf. nécessaire] Il y a environ une centaine de milliers de travailleurs étrangers originaires de pays musulmans, en particulier des Indonésiens, des Malaisiens, des Pakistanais et des Bangladais.

### Judaïsme
La présence du judaïsme (유대교 Yudaegyo) en Corée du Sud a commencé au début de la guerre de Corée en 1950. A cette époque, un grand nombre de soldats juifs, dont l'aumônier Chaim Potok, sont venus dans la péninsule coréenne. Aujourd'hui, la communauté juive est très petite et limitée à la région de la capitale de Séoul. Il y a eu très peu de Coréens convertis au judaïsme.[réf. nécessaire]

### Shintoïsme

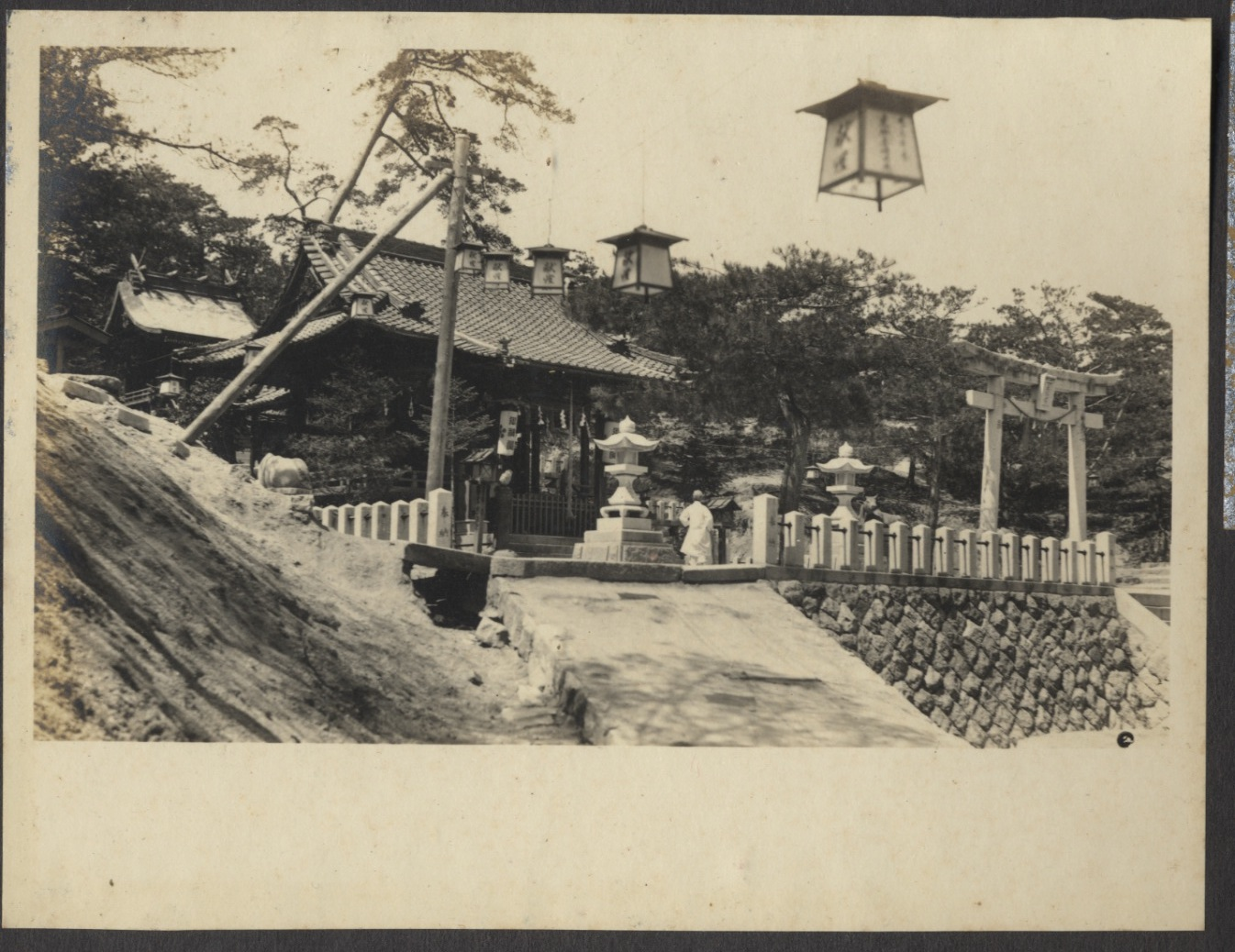
Sanctuaire Shinto Keijyo, avant 1935, Séoul.

Durant la colonisation de la Corée par le Japon (1910-1945), au vu de l'origine supposément commune entre les deux peuples, les Coréens étaient considérés comme faisant partie de la population japonaise et devant être complètement assimilés. Les Japonais ont étudié et repris à leur compte le chamanisme coréen en le superposant avec leur  Shintoïsme d'État (des politiques similaires ont été mises en place vis-à-vis du bouddhisme), qui reposait sur les cultes de divinités japonaises et de l'empereur. Des centaines de sanctuaires shintos furent construits dans toute la péninsule. Cette politique a entraîné la conversion en masse des Coréens au christianisme, qui était déjà bien implanté dans le pays, ce qui était un problème pour le programme japonais, et jouait en faveur de l'indépendance du pays. Après la défaite du Japon en 1945, la Corée accède à l'indépendance. Dès que les prêtres shintos ont quitté la Corée, tous les sanctuaires shintos du pays furent détruits ou reconvertis pour d’autres usages.[réf. nécessaire]

### Sikhisme
Des sikhs sont présents en Corée du Sud depuis une cinquantaine d'années. Le premier gurdwara sud-coréen a été créé en 2001. Il y a environ 550 sikhs en Corée du Sud aujourd'hui.